# 전권위임대표
전권위임대표는 조약체결권자로부터 조약의 채택, 인증, 또는 구속적 동의표시에 관한 권한을 받은 제3자를 말한다. 전권위임대표는 원칙적으로 조약체결권한에 관한 전권위임장을 받아 제시함으로써 조약의 채택, 인증 또는 구속적 동의표시를 위한 목적으로 국가를 대표하는 것으로 간주된다. 1969년 조약법협약은 관련국간 관행으로 전권위임장의 생략을 인정하였고 일정한 지위를 가진 자는 전권위임장이 필요 없도록 하였다.

## 같이 보기
- 조약
- 국제법